# Vlag van La Palma

Vlag van La Palma

De vlag van La Palma bestaat uit twee verticale banen van gelijke grootte, blauw (links) en wit. In het midden van de vlag staat het wapen van La Palma. De vlag werd op 26 januari 1990 aangenomen.